# Bernard Evans Ward

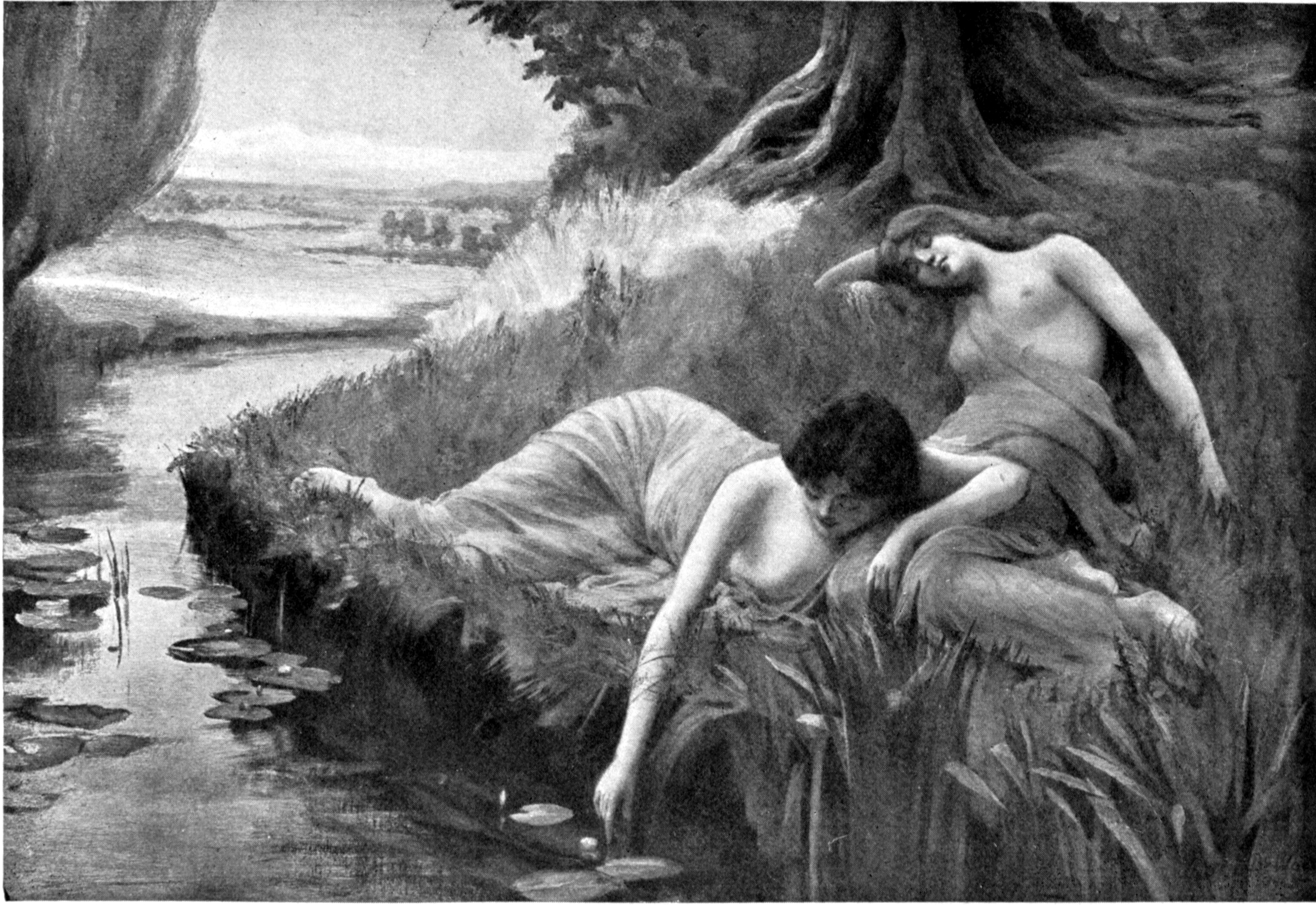
„Huldra’s Nymphs“ von Bernard Evans Ward. Gemälde von 1909.

Bernard Evans Ward (* 1857 in London; † 3. August 1933 in Akron, Ohio) war ein englischer Maler, Kunstlehrer und Mitbetreiber einer Londoner Kunstschule, der St John’s Wood Art School.
Bernard E. Ward war ein bekannter Maler der viktorianischen Ära. Für sein Wirken erhielt er die Goldmedaille der Royal Society of British Artists. Im Jahre 1878 gründete er zusammen mit dem peruanischen Maler Elíseo Abelardo Alvarez Calderón (1847–1911) in London in der „7, Elm Tree Road“ die St John’s Wood Art School.
Nach einer Klage, die ihn sein Vermögen gekostet hatte, emigrierte er in die Vereinigten Staaten (USA), wo er im Jahr 1913 in der Nähe von Cleveland, Ohio lebte. Seine Tochter war Reporterin und für eine Londoner Zeitung tätig, möglicherweise die The Illustrated London News. B. E. Ward machte sich in seiner neuen Heimatstadt schnell einen Namen als Porträtist. In den frühen 1920er Jahren lebten er und seine Familie für einige Zeit in Florida, er verstarb nach seiner Rückkehr nach Akron im Haus seiner Enkelin.